# Communication simplex

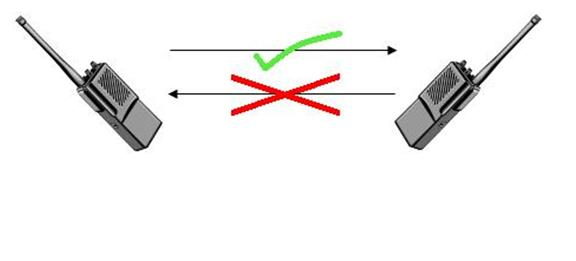
Communication simplex sans fil

En télécommunications, la communication simplex utilise un canal de communication qui envoie l’information dans une direction seulement. Un canal de communication « duplex » nécessite deux canaux « simplex » qui envoient l’information dans des directions opposées. Selon l’union internationale des télécommunications (UIT), le terme simplex désigne un canal de communication qui fonctionne dans une direction à la fois, mais dont la direction peut être inversée ; ce mode de communication est aussi appelé half-duplex dans d’autres contextes. 
Par exemple, lors des diffusions télévisées ou radio, l’information circule uniquement du site émetteur vers les multiples récepteurs. Une interface RS-232 entre un terminal informatique et un modem comporte plusieurs circuits simplex de contrôle et de données, mais l’information peut circuler dans les deux directions étant donné qu’il existe des canaux en entrée et en sortie du terminal. Une paire de talkies-walkies émetteur-récepteur radio fournit un circuit simplex selon la définition de l’UIT : une seule partie peut communiquer, pendant que l’autre écoute jusqu’à ce qu’elle ait une occasion de transmettre à son tour. Le moyen de transmission (le signal radio en direct) peut transporter l’information dans les deux directions, mais l’appareil ne permet l’utilisation que d’une direction à la fois.

## Exemples
- La diffusion commerciale de radio et de télévision (ne concerne pas les talkies-walkies émetteur- récepteur radio)
- Les dispositifs d’ouverture de portes de garage
- Les babyphones
- Les micros H.F.
- Les modèles radiocommandés
- Les systèmes de sonorisation publics
- Les systèmes de vidéosurveillance
- Les systèmes de radiomessagerie comme les pagers
- La communication entre une souris et un ordinateur
- La multidiffusion par internet
- Les balises de radionavigation et les services de géolocalisation tels que le GPS
- La télémesure
- Les imprimantes

## Définition de l’UIT-T: transmission d’un signal dans une seule direction «à la fois»
Selon la définition de l’UIT-T, un circuit simplex est un circuit dans lequel les signaux circulent dans une seule direction « à la fois ». À d’autres moments, les communications peuvent circuler dans la direction inverse. Le terme plus communément utilisé pour désigner ce système est half-duplex. Voici certains exemples de « half-duplex » :
- Les interphones
- Les émetteurs-récepteurs radio tels que les talkies-walkies
- Les Citizen-bands
- Les radios mobiles qu’utilisent la police, les pompiers et les taxis pour communiquer en interne.

La Western Union utilisait le terme « simplex » pour décrire les capacités half-duplex et simplex de son câble sous-marin transatlantique, installé entre Terre-Neuve et les Açores en 1928. La National Fire Protection Association (NFPA) utilisa la même définition pour un canal de radiodiffusion simplex en 2002.